# Gardone Riviera
Gardone Riviera là một đô thị thuộc tỉnh Brescia trong vùng Lombardia ở Ý. Đô thị này có diện tích 20 km², dân số 2502 người. 
Đô thị này có các làng sau: Fasano, San Michele, Morgnaga, Tresnico.
Đô thị này giáp với các đô thị sau: Salò, Torri del Benaco, Toscolano-Maderno, Vobarno.

## Biến động dân số

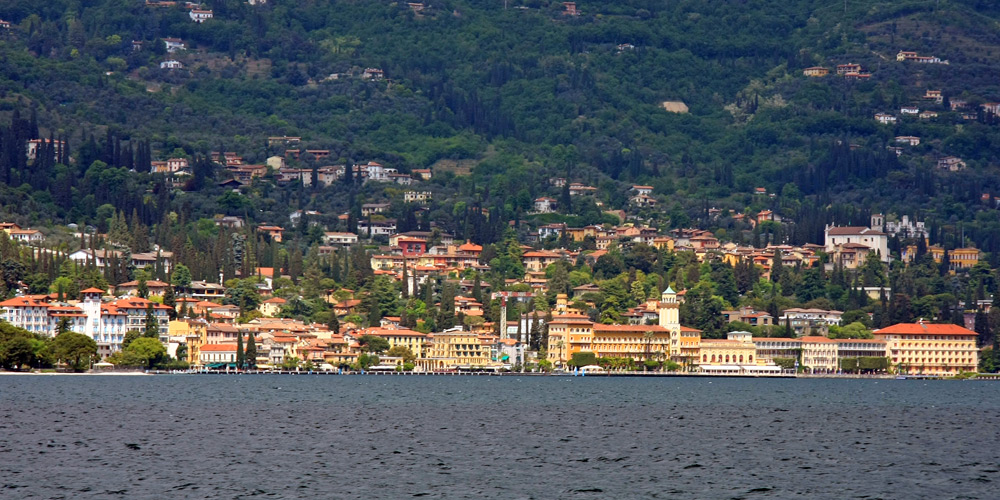
Panorama, Gardone Riviera (2011)